# Macon County (Illinois)
Das Macon County ist ein County im US-amerikanischen Bundesstaat Illinois. Im Jahr 2010 hatte das County 110.768 Einwohner und eine Bevölkerungsdichte von 73,7 Einwohnern pro Quadratkilometer. Der Verwaltungssitz (County Seat) ist Decatur.

## Geografie

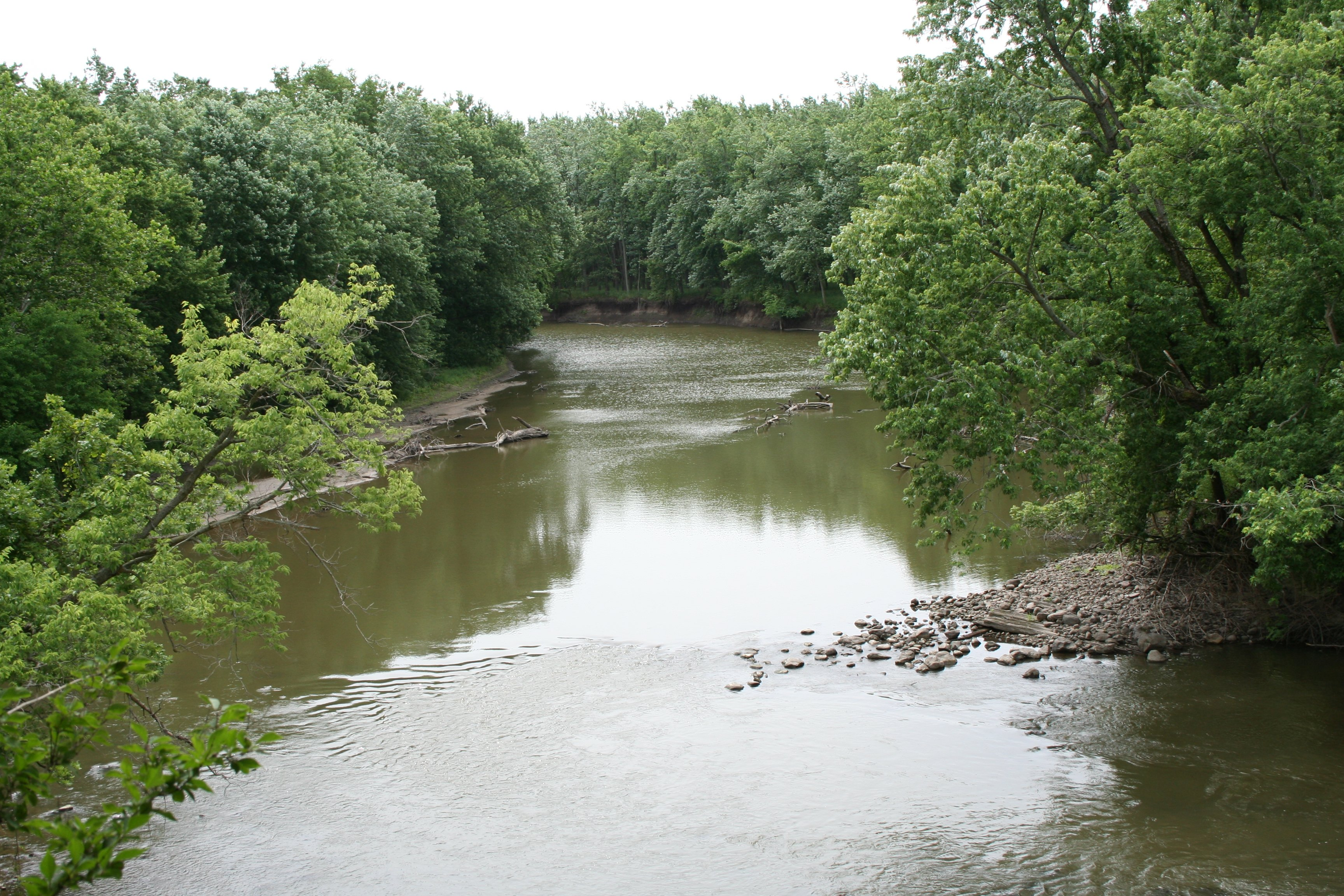
Sangamon River

Das County liegt im geografischen Zentrum von Illinois. Es hat eine Fläche von 1516 Quadratkilometern, davon 13 km² Wasser.
Das County wird vom Sangamon River durchflossen, einem der Hauptzuflüsse des Illinois River. Im Zentrum des Countys befindet sich der Lake Decatur, ein Stausee des Sangamon River.
An das Macon County grenzen folgende Nachbarcountys:
| Logan County     | DeWitt County | Piatt County    |
| Sangamon County  |               |                 |
| Christian County | Shelby County | Moultrie County |

Das County wird vom Office of Management and Budget zu statistischen Zwecken als Decatur, IL Metropolitan Statistical Area geführt.

## Geschichte

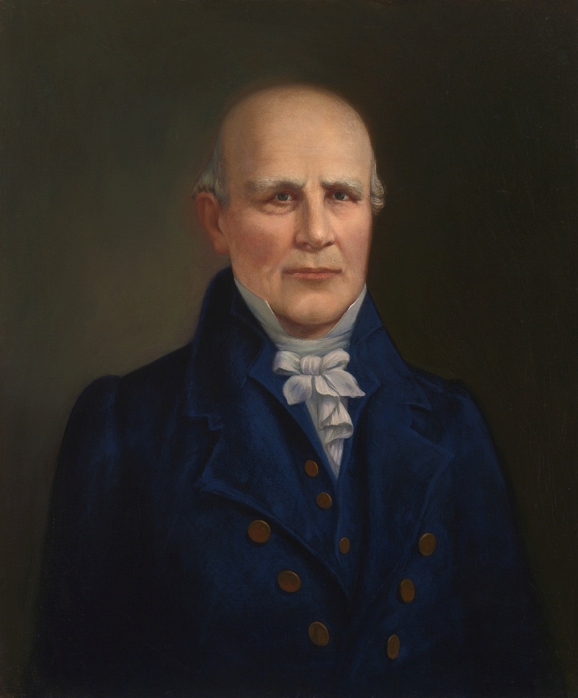
Nathaniel Macon

Das Macon County wurde am 19. Januar 1829 gebildet. Benannt wurde es nach Nathaniel Macon, Colonel (Oberst) im Amerikanischen Unabhängigkeitskrieg, Politiker und Sprecher der republikanischen Politiker innerhalb der damaligen Demokratisch-Republikanischen Partei, welche die Macht der Regierung einschränken wollte und US-Senator von North Carolina. Von 1830 bis 1831 lebte hier die Familie von Abraham Lincoln. Danach zogen seine Eltern wieder in das Coles County, während er seine eigene Karriere verfolgte.

### Territoriale Entwicklung

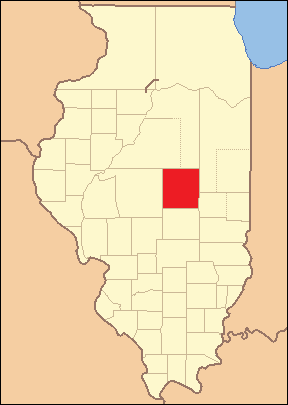
Das Macon County von seiner Gründung im Jahr 1829 bis 1839
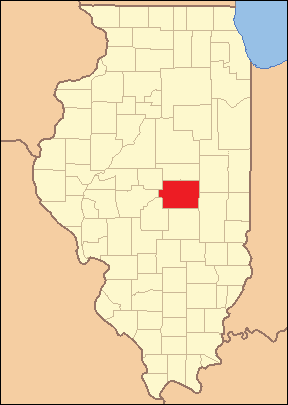
1839 bis 1841
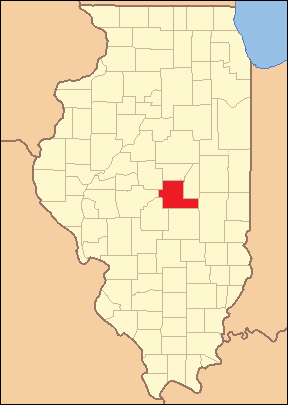
1841 bis 1843
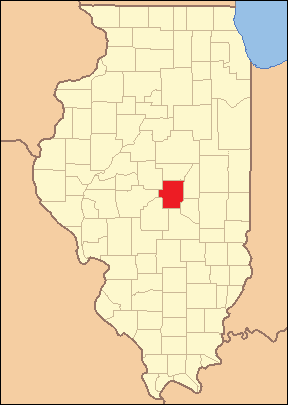
1843 bis heute

## Demografische Daten
Nach der Volkszählung im Jahr 2010 lebten im Macon County 110.768 Menschen in 44.568 Haushalten. Die Bevölkerungsdichte betrug 73,7 Einwohner pro Quadratkilometer. In den 44.568 Haushalten lebten statistisch je 2,41 Personen.
Ethnisch betrachtet setzte sich die Bevölkerung zusammen aus 79,8 Prozent Weißen, 16,4 Prozent Afroamerikanern, 0,3 Prozent amerikanischen Ureinwohnern, 1,1 Prozent Asiaten sowie aus anderen ethnischen Gruppen; 2,3 Prozent stammten von zwei oder mehr Ethnien ab. Unabhängig von der ethnischen Zugehörigkeit waren 2,0 Prozent der Bevölkerung spanischer oder lateinamerikanischer Abstammung.
22,7 Prozent der Bevölkerung waren unter 18 Jahre alt, 60,8 Prozent waren zwischen 18 und 64 und 16,5 Prozent waren 65 Jahre oder älter. 52,1 Prozent der Bevölkerung war weiblich.

Das jährliche Durchschnittseinkommen eines Haushalts lag bei 45.987 USD. Das Pro-Kopf-Einkommen betrug 25.797 USD. 15,0 Prozent der Einwohner lebten unterhalb der Armutsgrenze.

## Ortschaften im Macon County
Citys
- Decatur
- Macon
- Maroa

Villages
| - Argenta - Blue Mound - Forsyth | - Harristown - Long Creek - Mount Zion | - Niantic - Oreana - Warrensburg |

Census-designated place (CDP)
- Boody

Andere Unincorporated Communities
| - Bearsdale - Blackland - Bulldog Crossing - Casner - Elwin | - Emery - Heman - Hervey City - Newburg - Oakley | - Prairie Hall - Sangamon - Turpin - Walker - Wyckles |

## Gliederung

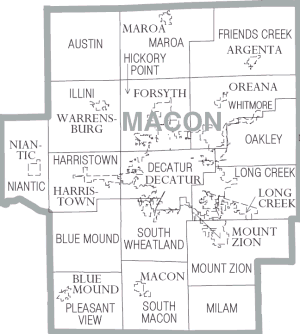
Townships des Macon County

Das Macon County ist in 16 Townships eingeteilt:
| Township               | Einwohner (2010) | FIPS     |
| ---------------------- | ---------------- | -------- |
| Austin Township        | 214              | 17-03051 |
| Blue Mound Township    | 890              | 17-06769 |
| Decatur Township       | 52.915           | 17-18836 |
| Friends Creek Township | 1.450            | 17-27988 |
| Harristown Township    | 1.921            | 17-33240 |
| Hickory Point Township | 18.523           | 17-34527 |
| Illini Township        | 1.469            | 17-37023 |
| Long Creek Township    | 10.679           | 17-44511 |

| Township                 | Einwohner (2010) | FIPS     |
| ------------------------ | ---------------- | -------- |
| Maroa Township           | 2.100            | 17-47085 |
| Mount Zion Township      | 7.131            | 17-51219 |
| Niantic Township         | 842              | 17-52974 |
| Oakley Township          | 1.082            | 17-54859 |
| Pleasant View Township   | 1.481            | 17-60677 |
| South Macon Township     | 1.457            | 17-70967 |
| South Wheatland Township | 4.143            | 17-71357 |
| Whitmore Township        | 4.471            | 17-81464 |